# Grigori Nikolajewitsch Potanin

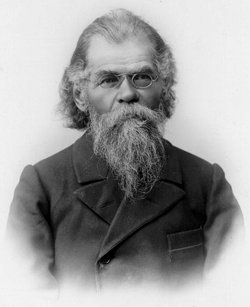
Grigori Potanin

Grigori Nikolajewitsch Potanin (russisch Григорий Николаевич Потанин; * 22. Septemberjul. / 4. Oktober 1835greg. in Jamyschewskaja, nahe Pawlodar, Russisches Kaiserreich; † 30. Juni 1920 in Tomsk, RSFSR) war ein russischer Entdecker. Er erforschte die Mongolei und andere Gebiete Zentralasiens sowie Sibirien.

## Leben
Geboren als Sohn eines Kosakenoffiziers, absolvierte Potanin 1852 die Kadettenschule in Omsk. Ab 1853 leistete er Militärdienst in Semipalatinsk sowie Omsk und beteiligte sich bis 1858 an der Erschließung des Altaigebietes. Ab 1859 besuchte er die Universität Sankt Petersburg. Nach dem Abschluss 1862 nahm er von 1863 bis 1864 an der Expedition Friedrich Struves an den Irtysch und ins Gebiet Tarbagatai teil, wo er den Fischfang im Saissansee untersuchte und botanische Sammlungen anlegte. 1865 erfolgte die Ernennung zum Sekretär des statistischen Komitees in Tomsk.
Da er bestrebt war voranzukommen und die Auffassung vertrat, Sibirien von Russland abzutrennen, wurde er denunziert und vom Gericht zur Zwangsarbeit verurteilt. Nachdem er 1874 begnadigt worden war, heiratete er. Im Frühling 1876 unternahm Potanin im Auftrag der geographischen Gesellschaft eine Expedition in die nordwestliche Mongolei. Innerhalb der zweijährigen Reise erfasste er die geographischen Gegebenheiten der Region. Unterwegs besuchte er auch in Barnaul den Bergbauingenieur und Altai-Heimatforscher Stepan Guljajew. 1879 erfolgte eine zweite Expedition, die ihn zu den Quellen des Jenissei führte, und er machte mit den Veröffentlichungen die aus dieser Reise entstanden die Region bekannt.
Dadurch konnte er Mittel sammeln, so unter anderem bei der Kaiserlich Russischen Geographischen Gesellschaft, um die chinesische Provinz Gansu und das Ordos-Plateau 1884 zu erforschen. 1886 widmete er sich der Erforschung Tibets. Vor allem hielt er sich dabei im Grenzgebiet von China auf. Die Mitglieder der Expedition sammelten dabei Informationen, die in den Aufzeichnungen der geographischen Gesellschaft 1893 erschienen.
Wegen der Fülle der gewonnenen Informationen entschloss man sich, 1892–1893 eine vierte Expedition zu unternehmen, die abermals nach China führte. Über Peking gelangte man wieder ins Hochland von Tibet in die Provinz Sichuan. Dort suchte Potanin einen Weg, um in das Tibetische Hochland zu gelangen. Da jedoch seine Frau schwer erkrankte, war er zur Umkehr gezwungen. Nach dem Tod seiner Frau kehrte er nach Sankt Petersburg zurück. Seine Kollegen Wladimir Obrutschew und Michail Beresowski setzten seine Arbeit fort. Nachdem Potanin 1899 erneut eine Expedition durchgeführt hatte, kehrte er zurück nach Omsk. Er beteiligt sich an der Duma des Gebiets und wurde 1915 Ehrenbürger von Omsk. 1918 erhielt er den Ehrentitel Bürger Sibiriens.
Seine Ehefrau Alexandra Wiktorowna Potanina, geboren am 25. Januar 1843 in Gorbatow als Tochter des Priesters Wiktor Lawrowski, begleitete ihren Mann während seiner Reisen und half ihm, ethnographische und andere Materialien zu sammeln. Während der vierten Reise nach China erkrankte sie auf dem Weg nach Shanghai und verstarb am 19. September 1893 in Kjachta.

## Nachwirkung
Potanin verfasste eine Reihe von Artikeln zur Ethnographie der Mongolen, Tibeter und Chinesen sowie den geographischen Gegebenheiten der bereisten Gebiete.
Um das Andenken des Forschers zu ehren, wurde nach Potanin ein Bergrücken in der Provinz Nan Shan, ein Gletscher im Altaigebirge, der Asteroid (9915) Potanin und die Potaninskaja Bibliothek in Nowosibirsk benannt. In vielen sibirischen Städten sind Straßen nach Potanin benannt. In Tomsk wurde ihm ein Denkmal errichtet. Karl Johann Maximowicz benannte zu Ehren Potanins die Gattung Potaninia aus der Familie der Rosengewächse nach ihm. Ferner ist er Namensgeber für den Nunatak Gora Potanina in der Antarktis.